# Elusor macrurus
Elusor macrurus är en sköldpaddsart som beskrevs av John Cann och John M. Legler 1994. Arten ingår i släktet Elusor och familjen ormhalssköldpaddor. IUCN kategoriserar Elusor macrurus globalt som starkt hotad. Inga underarter finns listade i Catalogue of Life.

## Utseende
Den är en av Australiens största sköldpaddor, med ett carapax på upp till 50 cm som är rostrött till brunsvart. Den har en svans som kan vara upp till två tredjedelar av carpaxets längd. Ofta växer alger på den som liknar grönt hår.

## Utbredning och habitat
Elusor macrurus lever i Maryfloden i sydöstra Queensland i Australien. Arten förekommer från Kenilworth, 263 kilometer från flodens mynning till Tiaro, 59 kilometer från mynningen.
Elusor macrurus återfinns i strömmande, väl syresatta delar av vattendrag. Habitatet består av områden med grunt, snabbt strömmande vatten alternerat med djupare områden, arten hittas oftast inte i fördämningar. Elusor macrurus lägger sina ägg på land. 